# Zentraler Omnibusbahnhof Minden
Der Zentrale Omnibusbahnhof Minden (kurz: ZOB Minden) ist der Busbahnhof der Stadt Minden im Kreis Minden-Lübbecke in Nordrhein-Westfalen. Er wurde in den 1970er Jahren an heutiger Stelle an der Lindenstraße in Harfenform mit Bussteigen in Saitenstruktur gebaut. Im Jahr 2010 musste dieser ZOB abgerissen werden, da auf dem Gelände eine Tiefgaragenerweiterung der Obermarktpassage gebaut wurde. Im Jahr 2011 wurde mit den Umbauarbeiten des ZOB begonnen.
Nach der Neugestaltung wurde der ZOB am 6. Januar 2012 wiedereröffnet.

## Geschichte
Minden ist Kreisstadt des alten Kreis Minden und dem Nachfolgekreis Minden-Lübbecke. Schon deshalb hat es im öffentlichen Personennahverkehr eine besondere Funktion zu erfüllen und die Verkehre ins Umland zu gewährleisten. Daher wurde schon in den 1960er Jahren der zentrale Platz neben dem Mindener Dom, dem Alten Rathaus und der Alten Regierung als zentrale Omnibushaltestelle ausgebaut. Er wurde auch unter dem Haltestellennamen Domeck bekannt. Hier war die Innenstadt fußläufig zu erreichen. Da die Zufahrt zum Platz über die Vinckestraße vom Wesertor aus geführt wurde, wies sie beim Ausbau des Oberleitungsbus Minden eine zu geringe lichte Breite aus und musste verbreitert werden. Auch am Mindener Dom musste an einem Stützpfeiler zurückgebaut werden. Die Obusse fuhren in der Zeit von 1953 bis 1965.
Dieser zentrale Platz fiel mit dem Ausbau des Neuen Rathauses im Jahr 1978 weg. Im Rahmen der Stadtsanierung wurde die Innenstadt neu geordnet und der Platz musste dem Deilmann-Bau weichen. Der neue Standort in der südlichen Innenstadt wurde 2010 ausgebaut und 2012 eröffnet. Die Stadt hat in ihrer Planungsstudie diesen Ausbau wie folgt beschrieben: „Erneuerung des Zentralen Omnibusbahnhofs (ZOB) zu einem modernen ‚Verkehrsplatz‘“

## Fahrradstellplätze und Fußgänger
Am ZOB befindet sich eine kleine Fahrradabstellanlage. Die Haltestellen sind nur im zentralen Bereich von Dächern gegen Witterungseinflüsse geschützt. Für das Fahrpersonal gibt es einen Pausenraum. Zur Innenstadt ist der Busbahnhof an der Fußgängerzone angeschlossen.

## Lage
Der Mindener Busbahnhof liegt zentral in der südlichen Innenstadt, mit Zufahrt von der nach Süden führenden Lindenstraße / Klausenwall. Er besitzt beidseitig eine Ein- und Ausfahrt. Nebenan liegt das ehemalige Einkaufszentrum Obermarktpassage, das auch zahlreiche Parkmöglichkeiten in der Tiefgarage bietet. Sie wurde 2010 und 2011 unterirdisch unter dem ZOB weiter ausgebaut. In dem Gebäude der Obermarktpassage befand sich bis 2010 die nun nicht mehr betriebene Stadthalle.

## Bedienung und Service
Der Zentrale Omnibusbahnhof ist ein wichtiger Verknüpfungspunkt des ÖPNVs und wird von allen Buslinien des Regional- und Stadtverkehrs angesteuert.
Die Mobilitätsberatung Minden, die von der OWL Verkehr GmbH betrieben wird, befindet sich am Zentralen Omnibusbahnhof und ist werktags geöffnet.
Laut dem nachhaltigen Masterplan der Stadt Minden für die Mobilität nutzen nur rund 5 % der Mindener den ÖPNV.
Der StadtBus Minden wird seit dem 1. Dezember 2019 von der Teutoburger Wald Verkehr, eine Marke der Transdev Ostwestfalen GmbH, im Auftrag der Mindener Verkehrs GmbH MindenBus betrieben. Die Stadtbuslinie 509 bildet hingegen eine Ausnahme und wird von der MKB-Mühlenkreisbus GmbH betrieben.
| Linie      | Linienverlauf des StadtBus Minden                                                              | Takt      | Betreiber                | Bussteig |
| ---------- | ---------------------------------------------------------------------------------------------- | --------- | ------------------------ | -------- |
| 1          | Minden ZOB – Bierpohl                                                                          | 60 min    | Teutoburger Wald Verkehr | 4        |
| 2          | Minden ZOB – Habsburgerring/Kreis Berufsschule – Kuhlenkamp – Minderheide                      | 30/60 min | Teutoburger Wald Verkehr | 7        |
| 3          | Minden ZOB – Kampa-Halle – Bärenkämpen                                                         | 30 min    | Teutoburger Wald Verkehr | 6        |
| 4          | Minden ZOB – Rodenbeck                                                                         | 30 min    | Teutoburger Wald Verkehr | 6        |
| 5          | Minden ZOB – Südfriedhof – Häverstädt – Potts Park – Haddenhausen                              | 60 min    | Teutoburger Wald Verkehr | 4        |
| 6          | Minden ZOB – Bahnhof – Dombrede                                                                | 60 min    | Teutoburger Wald Verkehr | 2        |
| 7          | Minden ZOB – Friedrich-Wilhelm-Str./Bahnhof – Leteln                                           | 30/60 min | Teutoburger Wald Verkehr | 6        |
| 10         | Minden ZOB – Bahnhof – Meißen                                                                  | 60 min    | Teutoburger Wald Verkehr | 2        |
| 12         | Minden ZOB – Königstraße – Am Grundbach                                                        | 60 min    | Teutoburger Wald Verkehr | 6        |
| 13         | Minden ZOB – Dützen, Mühle (– Haddenhausen)                                                    | 60 min    | Teutoburger Wald Verkehr | 8        |
| 14 RingBus | Bahnhof – Minden ZOB – Campus Minden/Melitta – WAGO – Bahnhof                                  | 30 min    | Teutoburger Wald Verkehr | 8        |
| 15 RingBus | Bahnhof – WAGO – Campus Minden/Melitta – Minden ZOB – Bahnhof                                  | 30 min    | Teutoburger Wald Verkehr | 8        |
| 16         | Bahnhof – Minden ZOB – KBS/Kampa-Halle – Bärenkämpen – KBS/Kampa-Halle – Minden ZOB – Bahnhof  | 60 min    | Teutoburger Wald Verkehr | 6        |
| 447        | Minden ZOB – Häverstädt – Haddenhausen – Hille-Rothenuffeln – Hille-Oberlübbe – Hille-Wallücke |           | Teutoburger Wald Verkehr | 9        |
| 509        | Minden ZOB – Bahnhof – Dankersen                                                               | 60 min    | MKB-Mühlenkreisbus       | 1        |

- Die Linie 16 verbindet den Stadtteil Bärenkämpen direkt mit dem Mindener Bahnhof, und fährt größtenteils parallel zur Linie 3 und sorgt so für häufigere Verbindungen und bessere Anschlüsse an den Zugverkehr.
- Samstags und sonntags sowie an Feiertagen fahren alle Stadtbuslinien nur im Stundentakt, die RingBus-Linien 14 und 15 und die Linie 16 verkehren an diesen Tagen nicht.
- Die Linien 4 und 12 verkehren samstags, sonn- und feiertags als Kombilinie 4/12. Diese verkehrt im Stundentakt.
- Die Linie 447 verkehrt nur an Schultagen in NRW.

| Linie   | Linienverlauf der Regionallinien                                                                   | Takt    | Betreiber                          | Bussteig |
| ------- | -------------------------------------------------------------------------------------------------- | ------- | ---------------------------------- | -------- |
| 408     | Minden ZOB – Kanzlers Weide – PW.Neesen – PW.Lerbeck – PW Hausberge – PW.Holzhausen                | 30 min  | MKB-MühlenkreisBus                 | 3        |
| 414     | Minden ZOB – Johannes Wesling Klinikum – PW.Barkhausen – PW.Hausberge                              | 60 min  | Teutoburger Wald Verkehr           | 3        |
| 461     | Minden ZOB – PW.Barkhausen – Johannes Wesling Klinikum – Dehme – Eidinghausen – ZOB Bad Oeynhausen | 60 min  | Teutoburger Wald Verkehr           | 3        |
| 501/502 | Minden ZOB – Petershagen                                                                           | 60 min  | MKB-Mühlenkreisbus                 | 4        |
| 507     | Minden ZOB – Leteln – Wietersheim – Lahde – Raderhorst                                             |         | MKB-Mühlenkreisbus                 | 9        |
| 508     | Minden ZOB – Päpinghausen – Lahde – Quetzen – Seelenfeld                                           |         | MKB-Mühlenkreisbus                 | 9        |
| 510     | Minden ZOB – Bahnhof – Meißen – PW.Nammen – PW.Kleinenbremen                                       | 60 min  | MKB-Mühlenkreisbus                 | 1        |
| 512     | Minden ZOB – Eickhorst Dorfstraße – Lübbecke ZOB                                                   | 60 min  | MKB-Mühlenkreisbus                 | 7        |
| 513     | Schnellbus Minden ZOB – Eickhorst – Lübbecke ZOB                                                   | 60 min  | MKB-Mühlenkreisbus                 | 4        |
| 600     | Minden ZOB – Aminghausen – Päpinghausen – Cammer – Frille – Wietersheim – Lahde                    | 120 min | Teutoburger Wald Verkehr           | 9        |
| 605     | Minden, Bahnhof – Minden ZOB – Hahlen – Hille – Espelkamp – Rahden, Bahnhof                        | 60 min  | MKB-Mühlenkreisbus                 | 7        |
| 610     | Schnellbus Minden ZOB – (über Weserauentunnel) – PW.Hausberge – PW.Eisbergen                       | 60 min  | Teutoburger Wald Verkehr           | 3        |
| 611     | Minden ZOB – Stemmer – Petershagen-Friedewalde                                                     | 120 min | Teutoburger Wald Verkehr           | 7        |
| 612     | Minden ZOB – Minderheide – Hille-Nordhemmern                                                       | 120 min | Teutoburger Wald Verkehr           | 7        |
| 613     | Minden ZOB – Bergkirchen – Eidinghausen – ZOB Bad Oeynhausen                                       | 60 min  | Teutoburger Wald Verkehr           | 8        |
| 2004    | Minden ZOB – Bückeburg – Stadthagen – Bad Nenndorf (nicht im Tarifverbund)                         | 60 min  | Schaumburger Verkehrs-Gesellschaft | 10       |